# Bačkov (okres Trebišov)
Bačkov (Hongaars: Bacskó) is een Slowaakse gemeente in de regio Košice, en maakt deel uit van het district Trebišov.
Bačkov telt 625 inwoners.